# Limabohne
Die Limabohne (Phaseolus lunatus), auch Mondbohne genannt, ist eine Pflanzenart aus der Gattung Phaseolus in der Unterfamilie der Schmetterlingsblütler (Faboideae). Diese Nutzpflanze ist nahe verwandt mit einer Reihe anderer „Bohnen“ genannter Feldfrüchte. Es gibt eine groß- und eine kleinsamige Unterart, die manchmal als Limabohne (groß) und Mondbohne (klein) unterschieden werden.

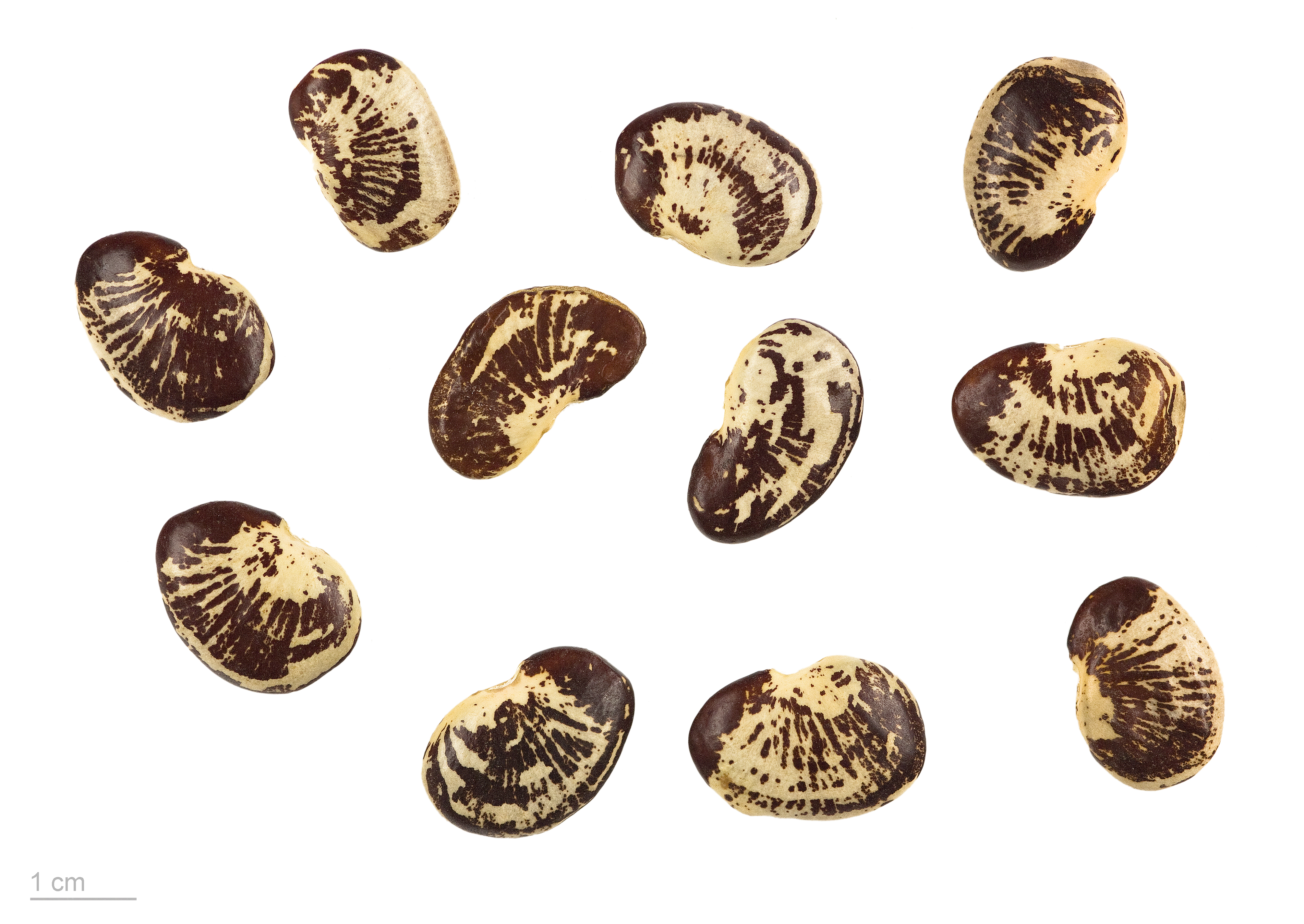
Samen der Limabohne

## Herkunft
Die Limabohne stammt aus den Anden und Mittelamerika. Man nimmt an, dass die Kultivierung an beiden Orten unabhängig voneinander begann, in den Anden um 2000 v. Chr., wo eine großsamige Varietät entstand (Lima-Typ), und um 800 in Mittelamerika, wo eine kleinsamige Varietät (Sieva-Typ) entstand. Um 1300 hatte sich der Anbau bis nördlich des Rio Grande ausgebreitet.

## Beschreibung
Die Limabohne ist eine einjährige buschige oder rankende, ausdauernde krautige Pflanze, deren Stängel Längen von 2 bis zu 4 Meter erreichen kann. Die Kronblätter sind meist hell-grün, manchmal violett.

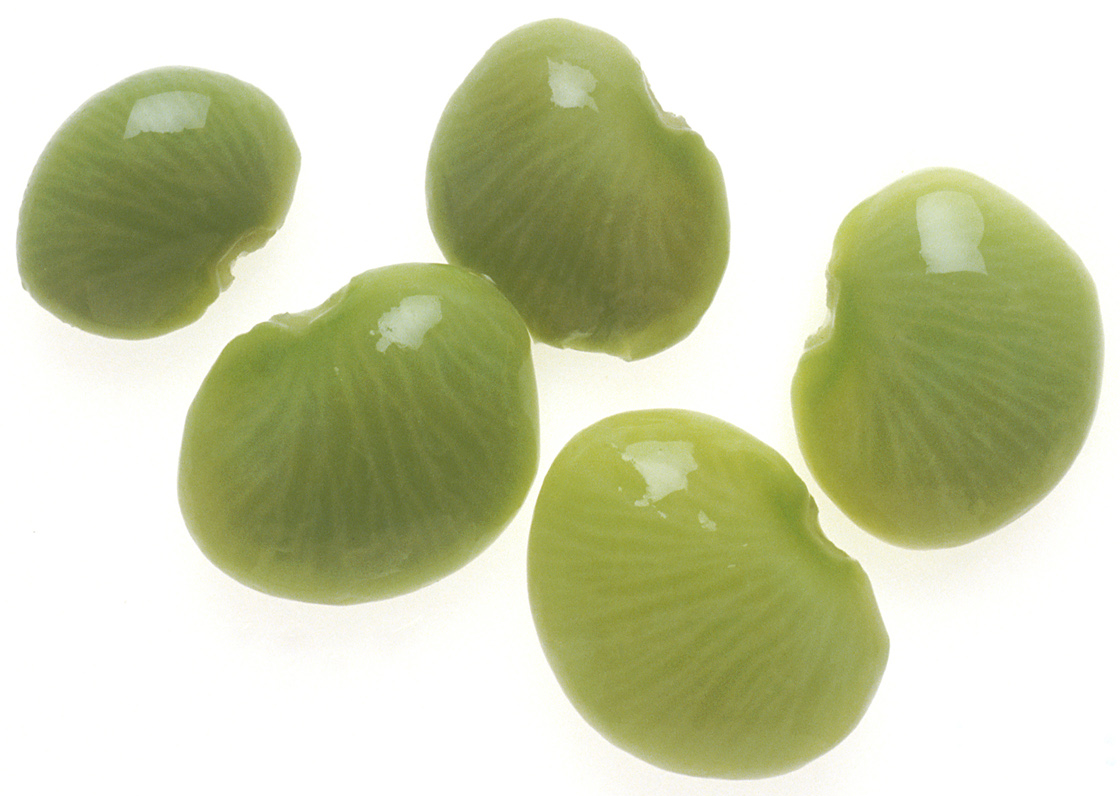
Limabohnen-Samen

Die meist gekrümmten Hülsenfrüchte sind 5 bis zu 15 Zentimeter lang, 1,5 bis 2,5 Zentimeter breit und enthalten zwei bis vier Samen.
Die in ihrer Form, Größe und Farbe sehr variablen Samen sind 1 bis 3 Zentimeter lang, oval bis rund, und weiß oder dunkel gefärbt.
Dunkel gefärbte Samen enthalten Linamarin, ein cyanogenes Glycosid, aus dem Blausäure entstehen kann. Samen mit weißer Schale gelten als unbedenklich.
Die Chromosomenzahl beträgt 2n = 22.

## Vorkommen
Das ursprüngliche Verbreitungsgebiet reicht von Mexiko bis Peru.

## Taxonomie
Die Limabohne wurde 1753 von Carl von Linné in Species Plantarum Band 2, Seite 724 als Phaseolus lunatus erstbeschrieben.

## Nutzung
Die Limabohne braucht ausreichend Wärme und kann daher in Mitteleuropa nur bedingt wirtschaftlich angebaut werden.